# Kilian Feldbausch
Kilian Feldbausch (* 7. September 2005 in Genf) ist ein Schweizer Tennisspieler.

## Persönliches
Kilian Feldbausch entstammt einer Tennisfamilie. Sein Grossvater Franz Feldbausch spielte im Davis Cup 1956 für Deutschland, sein Vater Michael Feldbausch spielte ebenfalls unter deutscher Flagge und kam bis Platz 706 der Weltrangliste. Kilians Mutter und Trainerin Cathy Caverzasio spielte sich 1990 unter Schweizer Flagge bis Rang 34 der Rangliste.

## Karriere
Feldbausch spielte bis Anfang 2023 auf der ITF Junior Tour. In der Jugend-Rangliste erreichte er mit Rang 5 seine höchste Notierung. Bei allen vier Grand-Slam-Turnieren erreichte er mindestens den Achtelfinal. Von Wimbledon 2022 über die US Open bis zu seinem letzten Turnier als Junior, die Australian Open 2023, schied er stets im Viertelfinal aus. Sein bestes Resultat erzielte er Anfang 2022 in Melbourne, als er den Halbfinal erreichte, was ihm zugleich auch im Doppel gelang. Als erstem Schweizer seit Roger Federer gelangte Feldbausch hier in die Runde der letzten vier. Wegen einer Fussverletzung musste er im Frühjahr drei Monate pausieren, sodass er nicht mehr zur Junior Tour zurückkehrte.
Bei den Profis spielte Feldbausch ab 2022 regelmässig Turniere. In Biel erhielt er eine Wildcard und setzte sich in der ersten Runde des Challengers gegen seinen Landsmann Marc-Andrea Hüsler, die Nummer 183, in zwei Sätzen durch. Er beendete das Jahr in den Top 1000 der Weltrangliste. Anfang 2023 konnte er erstmals einen Future-Halbfinal erreichen. Im Jahresverlauf überstand er noch zwei Mal die erste Runde eines Challengers und stieg in der Rangliste bis Platz 796. Zu seinem ersten Auftritt auf der ATP Tour kam Feldbausch in Gstaad, wo er zusammen mit seinem Landsmann Mika Brunold eine Wildcard für das Doppelfeld erhielt. Dort unterlagen sie den Setzlistenersten Marcelo Demoliner und Matwé Middelkoop in zwei Sätzen.

## Erfolge
| Legende (Anzahl der Siege) |
| Grand Slam                 |
| ATP Finals                 |
| ATP Tour Masters 1000      |
| ATP Tour 500               |
| ATP Tour 250               |
| ATP Challenger Tour (1)    |

### Doppel

#### Turniersiege
| Nr. | Datum         | Turnier | Belag | Partner                | Finalgegner                      | Ergebnis |
| --- | ------------- | ------- | ----- | ---------------------- | -------------------------------- | -------- |
| 1.  | 22. März 2025 | Mérida  | Sand  | Rodrigo Pacheco Méndez | George Goldhoff Trey Hilderbrand | 6:4, 6:2 |